# Ibu Mertua-ku

Ibu Mertuaku (Ma Belle-Mère) est un film en malaisien de Singapour sorti en 1962, réalisé et joué par P. Ramlee.

## Synopsis
Kassim Selamat est un saxophoniste talentueux qui anime souvent une émission de radio musicale. L’une de ses plus grandes admiratrices, Sabariah, ne manque jamais son émission et nourrit un grand rêve : le rencontrer. Un jour, elle décide enfin de lui téléphoner et ils fixent un rendez-vous. Cependant, chacun d'eux envoie un remplaçant pour découvrir à quoi l'autre ressemble. S'ensuit une série incroyable de quiproquos jusqu'au jour où ils se rencontrent enfin pour de vrai : c’est le coup de foudre ! Le film bascule soudainement d'une comédie burlesque à un mélodrame. Sabariah refuse d'épouser l'homme que sa mère lui a choisi et préfère Kassim. Sa mère la répudie et le couple s'installe à Penang où leur vie prend un nouveau tournant. Cependant, la cruelle belle-mère va briser la vie du musicien…

## Fiche technique
- Titre : Ibu Mertua-ku
- Réalisation : P. Ramlee
- Scénario : P. Ramlee
- Pays d’origine :  Singapour
- Langue : malais
- Format : Noir et blanc
- Date de sortie : 1962

## Distinctions
Le film Ibu Mertuaku a été présenté dans les festivals de cinéma de 1963 à l'Asian Film Festival et au Paris International Film Festival. En 1963, lors du Festival du Film Asiatique à Tokyo, il a remporté le prix du Talent le plus Polyvalent,.